# 兇靈
《兇靈》（英語：Crazy Eights）是一部2006年的B級恐怖片，講述了六個夥伴实现死去朋友最後遺願的故事。這部電影由After Dark Horrorfest發行，其每年發行一個由八部电影組成的電影集，多为恐怖和驚悚片類型，《兇靈》即收录在其2007年發行的電影集中。

## 演员
- 迪娜·迈耶 饰 珍妮弗·琼斯
- 喬治·紐博恩 饰 莱尔·戴伊神父
- 崔西·羅德茲（英语：Traci Lords） 饰 吉娜·康特
- 丹·德盧卡（英语：Dan DeLuca） 饰 韦恩·莫里森
- 法蘭克·華利（英语：Frank Whaley） 饰 布伦特·赛克斯
- 嘉伯莉·安沃（英语：Gabrielle Anwar） 饰 贝丝·帕特森
- 卡倫·貝利斯 饰 卡伦
- 邁克爾·加貝爾 饰 派克博士

## 制作
詹姆斯·K·瓊斯執導了這部電影，丹·德盧卡是主要製片人和編劇。
影片於2007年11月9日在部分影院上映。影片總長80分鐘。這部電影由After Dark Films發行。這部電影是在美國製作的。

## 反响

### 奖项
收录在After Dark Horrorfest的“8 Films to Die For”電影集中。

### 评价
這部電影收到了評論家的負面評論。在爛番茄上，這部電影有3條來自評論家的評論，都是負面的。
Dread Central網站的一位評論員對影片的情節表示失望，建議觀眾“忘記情節的一切，享受視覺效果”。在線雜誌PopMatters的評論員布倫特·麥克奈特在對這部電影發布家庭媒体後發表評論時表達了稍微更負面的看法，總結說“沒有真實的情節，也沒有真實的角色，《兇靈》在恐怖片中是一種軟弱無力的嘗試”。